# Adesmia colinensis
Adesmia colinensis är en ärtväxtart som beskrevs av Rodolfo Amando Philippi. Adesmia colinensis ingår i släktet Adesmia och familjen ärtväxter. Inga underarter finns listade i Catalogue of Life.